# لجردي (الزاهر)

تعديل مصدري - تعديل

لجردي هي إحدى قرى عزلة الزاهر بمديرية الزاهر التابعة لمحافظة البيضاء، بلغ تعداد سكانها 668 نسمة حسب تعداد اليمن لعام 2004.